# Вернер Шретер
Вéрнер Шре́тер (нім. Werner Schroeter, нар. 7 квітня 1945 — 12 квітня 2010) — німецький кінорежисер та сценарист, один з найпоетичніших марґінальних режисерів Нового німецького кіно.

## Життєпис
Більшу частину свого дитинства Шретер провів у переїздах між Білефельдом та Гейдельбергом. Оскільки родина Шретерів багато подорожувала, він не отримав системної шкільної освіти, але вільно оволодів кількома іноземними мовами — зокрема, французькою, англійською, італійською, а також, певною мірою, іспанською та португальською. Після завершення старшої школи у Гейдельберзі Шретер склав вступні іспити до Університету Мангейму, де він протягом трьох семестрів вивчав психологію. Після цього Шретер покинув університет та деякий час працював журналістом-фрілансером, тільки для того, щоб потім на кілька тижнів записатися до Школи кіно та телебачення у Мюнхені.
Наприкінці 1967 року Шретер відвідав фестиваль експериментального кіно у бельгійському місті Кнокке (Knokke), де він вперше зустрівся з режисером Розою фон Праунгайм, у фільмі якого він не тільки взяв участь як актор (Сестри революції, 1969), але й разом з яким він попрацював вже як режисер фільму Гротеск-Бурлеск-Піктореск (1968). У тому ж 1968 році Шретер зняв свій перший фільм 16 міліметровою камерою, цей фільм під назвою «Ейка Катаппа» (1969) отримав премію Йозефа фон Штернберга на Міжнародному кінофестивалі в Мангеймі (як «найбільш ідіосінкрастичний фільм»). Саме ця перемога відкрила Шретерові можливість працювати на телебаченні, тож протягом 70-х років фільми Шретера вироблялися майже виключно в межах невеличкого відділу експериментальних фільмів (Das kleine Fernsehspiel). На початку 70-х років Шретер, в пошуках «тотального мистецтва», також почав працювати з театром та оперою.

У режисерській кар'єрі Шретера виділяють три історичні періоди: до першого відносять 8-міліметрові фільми, зняті ним у 1967—1968 роках (перші фільми, присвячені оперній співачці Марії Каллас), до другого — фільми, що відносяться до періоду 1969—1976 років, коли Шретер перейшов до 16-міліметрової камери та почав активно співпрацювати з телебаченням (а саме, каналом ZDF), і до третього — фільми, які Шретер знімав починаючи з 1978 року на 35-ти міліметрову плівку. Вже у фільмах другого періоду стає помітною географія впливів Шретера, в нього з'являються посилання не тільки на Марію Каллас, але й на Вільяма Барроуза, Фрідріха Гельдерліна, Карла Теодора Дреєра, Лотреамона, Катаріну Валенте та Джеймса Бальдвіна. 

Третій період поділяють на два напрямки: ігрових фільмів та фільмів-есеїв. Так у 1978 році Шретер знімає фільм «Неаполітанські брати та сестри» в традиції італійського неорелізму, що заслуговує йому схвальні відгуки від режисера Райнера Вернера Фассбіндера та критика Сержа Дане. За свій наступний фільм, «Палермо або Вольсбург» (1980) Шретер отримує Золотого ведмедя на Берлінському кінофестивалі. 

Перед прем'єрою фільму Рада кохання (Liebeskonzil, 1982) регіональний суд Інсбрука на позив єпархії римської католицької церкви міста наклав арешт та вирішив конфіскувати картину, як таку, що паплюжить релігійні заповіді. Розглядаючи зустрічний позив суд постановив, що порушення були відсутні.
Фільм «Маліна» (1990), який отримав Німецьку кінопремію за найкращий фільм у 1991 році, знято за романом австрійської письменниці Інґеборґ Бахман, який адаптувала Ельфріда Єлінек.
Протягом 1990 та 2001 років Шретер припинив знімати повнометражні ігрові фільми, присвятивши свій час опері та театру. У 2002 році на екранах з'явився фільм «Deux» (Двоє), у якому, як і в Маліні, головну роль зіграла акторка Ізабель Юппер.

Помер 12 квітня 2010 року в лікарні, у Касселі, від раку легень.

## Спадщина, діалоги та впливи
Американський кінокритик Девід Іренштайн зазначив, що наближатися до вивчення Нового німецького кіно, не знаючи про роботи Вернера Шретера, означає проігнорувати витоки та рушійну силу самого руху. Вирішальний вплив Шретера на власну творчість і творчість режисерів Нового німецького кіно в цілому ще у 1979 році першим публічно визнав Райнер Вернер Фасбіндер, водночас звинувативши у відвертому плаґіаті ідей Шретера Ганса-Юрґена Зіберберґа.

Серед найкритичніших з політичної точки зору фільмів Шретера вважають «Зорю, що сміється» (1983), присвячену режимові Маркоса на Філіппінах, та фільм «Наприклад, Аргентина» (1983–1985) про арґентинського диктатора Гальтієрі.

У фільмі «Король троянд» (1984–1986) найбільш відвертими, порівняно з іншими фільмами Шретера, стають мотиви гомосексуальної естетики.

## Фільмографія
| - 1967: Верона / Verona - 1968: Агресія / Aggressionen - 1968: Callas Walking Lucia - 1968: Callas-Text mit Doppelbeleuchtung - 1968: Обличчя / Faces - 1968: Гротеск-Бурлеск-Піктореск / Grotesk — Burlesk — Pittoresk - 1968: Аж до неба / Himmel hoch - 1968: Смерть Ізольди / La morte d'Isotta - 1968: Портрет Марії Каллас / Maria Callas Porträt - 1968: Мона Ліза / Mona Lisa - 1968: Паула — я повертаюся / Paula — Je reviens - 1968: Вправи з акторами / Übungen mit Darstellern - 1968: Смерть Вірджинії / Virginia's Death - 1969: Арґіла / Argila - 1969: Ейка Катаппа. Колаж з театральних сцен та музики / Eika Katappa. Eine Kollage aus Spielszenen und Musik - 1969: Невразія / Neurasia - 1969: Нікарагуа / Nicaragua - 1970: Англіа / Anglia - 1970: Пілот бомбардувальника / Der Bomberpilot - 1971: Макбет / Macbeth - 1971: Саломея / Salome | - 1972: Смерть Марії Малібран / Der Tod der Maria Malibran - 1973: Вербові паростки / Willow Springs - 1975: Чорний ангел / Der schwarze Engel - 1975: Сон Йоганни / Johannas Traum - 1976: Goldflocken - 1978: Неаполітанські брати та сестри / Neapolitanische Geschwister - 1980: Генеральна репетиція / Die Generalprobe - 1980: Палермо або Вольфсбурґ / Palermo oder Wolfsburg - 1980: Білі мандри / Weiße Reise - 1981: День ідіотів / Tag der Idioten - 1982: Рада кохання / Liebeskonzil - 1983: Зоря, що сміється / Der lachende Stern - 1986: В пошуках сонця / Auf der Suche nach der Sonne - 1986: Король троянд / Der Rosenkönig - 1986: Наприклад, Аргентина / Zum Beispiel Argentinien - 1991: Маліна / Malina - 1996: Залишки кохання / Poussières d'amour — Abfallprodukte der Liebe - 2000: Королева — Маріанна Хоппе / Die Königin — Marianne Hoppe - 2002: Двоє / Deux - 2008: Ця ніч / Diese Nacht |

## Вибрана бібліографія
- Werner Schroeter. Die Matrosen dieser Welt // Filmkritik, V. 6, N. 186, 1972.
- Werner Schroeter. Eine Tante wie eine Arie. Werner Schroeter über von Praunheim: Sex und Karriere" // Der Spiegel, 15 November 1976.
- Werner Schroeter. Der Herztod der Primadonna // Der Spiegel, n. 40, 1977.
- Werner Schroeter. Thomas Chatterton: Film von Werner Schroeter // S.A.U, February 1978.
- Werner Schroeter. Showdown in Manila // Tip, n. 14, 1983.
- Werner Schroeter. 16 Internationales Forum des jungen Films", (36. internationale Filmfestspiel Berlin, 1986).
- Werner Schroeter. Supplement: Contribution to the 400th issue // Caihers du cinéma, N. 400, Special edition ed. by Wim Wenders, October 1987.